# Équipe du Nigeria féminine de football
Cet article traite de l'équipe féminine. Pour l'équipe masculine, voir Équipe du Nigeria de football.
Maillots
L'équipe du Nigeria féminine de football, surnommée les Super Falcons, est constituée par une sélection des meilleures joueuses nigérianes sous l'égide de la Fédération du Nigeria de football.
Meilleure sélection africaine, elle a remporté neuf des treize éditions de la Coupe d'Afrique des nations depuis la création de la compétition en 1998. Les éditions 1991 et 1995 n'étant pas reconnues par la CAF car s'agissant d'éliminatoires à la Coupe du monde. Premier nation africaine à participer à la Coupe du monde, elle est aussi la seule sélection d'Afrique à avoir atteint les quarts de finale de cette compétition mondiale, en 1999.

## Histoire
Alors que la première coupe du monde féminine de 1991 se profile, la fédération nigeriane reconnait enfin le football féminin, et organise une compétition nationale dans le but de mettre sur pied une équipe nationale. L'équipe participe alors à la première aux éliminatoires africaines. Le Nigeria dispose du Ghana en finale et décroche sa première qualification à la Coupe du monde.
Le Nigeria remporte cinq coupes d'Afrique consécutives, avant de céder sa couronne à la Guinée Équatoriale en 2008, de la récupérer en 2010, et de la rendre aux Équato-guinéennes en 2012.
En 2016, après avoir reconquis la coupe d'Afrique, l'équipe se rend au Parlement pour réclamer des primes non payées par la fédération.
Lors de la coupe d'Afrique 2018, le Nigeria atteint le dernier carré, mais ne parvient pas à y inscrire le moindre but, ni en demi-finale face au Cameroun, ni en finale face à l'Afrique du Sud. Les Super Falcons s'imposent malgré tout aux tirs au but et décrochent un 9e titre. Les joueuses, menées par leurs stars Desire Oparanozie et Asisat Oshoala, réclament alors plus de moyens et plus de rassemblements pour préparer les tournois. La fédération organise alors la participation du Nigeria à différents tournois amicaux de préparation.
Le Nigeria atteint les huitièmes de finale de la coupe du monde 2019, battu par l'Allemagne (3-0). Alors que la capitaine Desire Oparanozie réclame des primes non payées par la fédération, le sélectionneur Randy Waldrum lui retire le brassard et l'écarte de la sélection (elle ne retrouvera les Super Falcons qu'en 2023). Les joueuses refusent d'abord de rentrer au Nigeria et restent dans leur hôtel à Grenoble pour exiger le versement de leurs salaires, avant de céder.
Depuis la nomination de l'Américain Randy Waldrum au poste de sélectionneur, de plus en plus de joueuses américano-nigérianes sont sélectionnées avec les Super Eagles, comme Ifeoma Onumonu, Toni Payne ou encore Michelle Alozie.
En 2022, les Nigérianes sont éliminées en demi-finale de la coupe d'Afrique aux tirs au but par les hôtes marocaines.

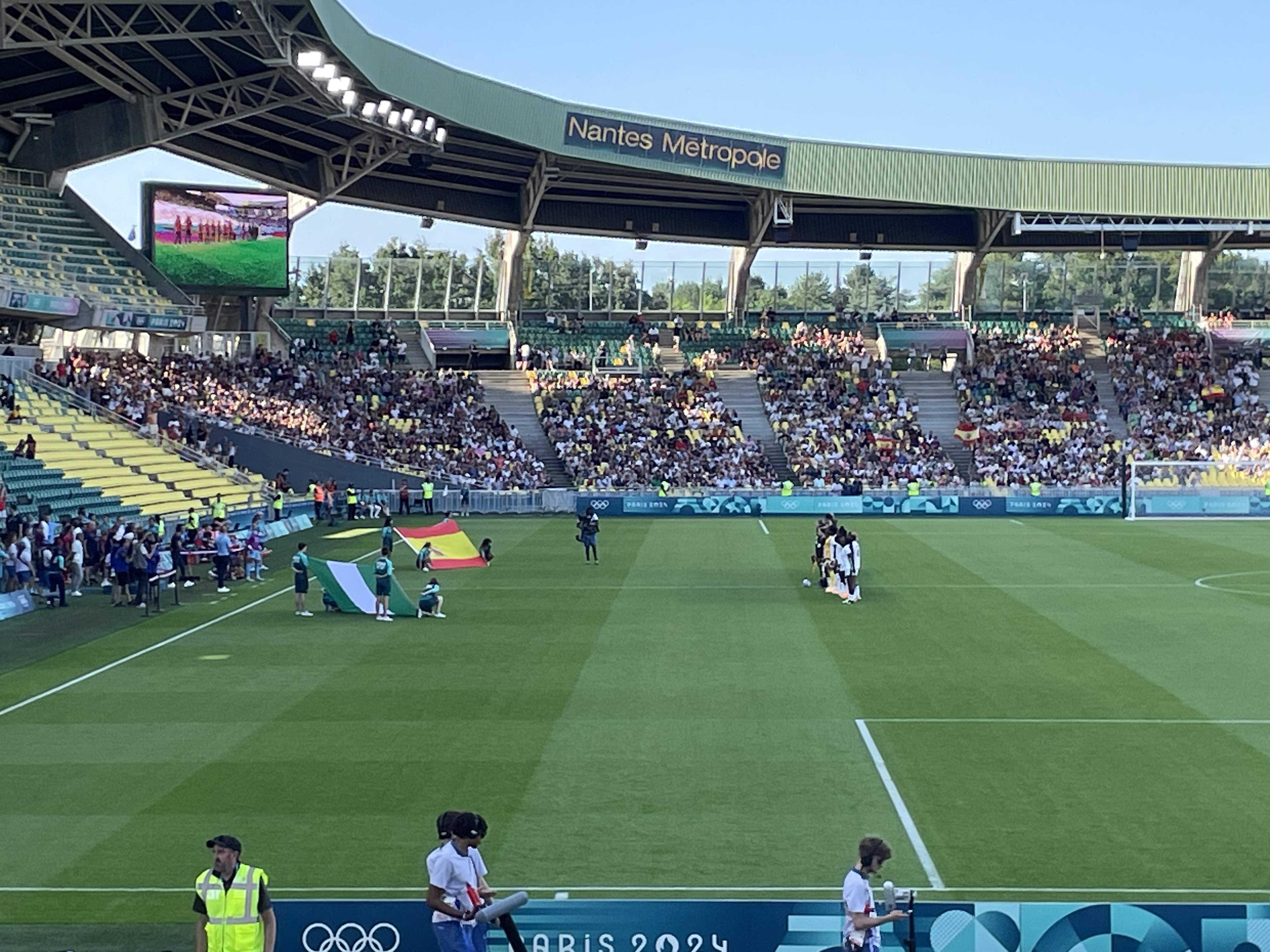
Espagne/Nigeria le 28 juillet 2024 en football lors des JO de Paris 2024

## Classement FIFA
| Année              | 2003 | 2004 | 2005 | 2006 | 2007 | 2008 | 2009 | 2010 | 2011 | 2012 |
| ------------------ | ---- | ---- | ---- | ---- | ---- | ---- | ---- | ---- | ---- | ---- |
| Classement mondial | 24   | 24   | 24   | 25   | 24   | 29   | 28   | 27   | 27   | 32   |
| Classement CAF     | 1    | 1    | 1    | 1    | 1    | 1    | 1    | 1    | 1    | 1    |

| Année              | 2013 | 2014 | 2015 | 2016 | 2017 | 2018 | 2019 | 2020 | 2021 | 2022 |
| ------------------ | ---- | ---- | ---- | ---- | ---- | ---- | ---- | ---- | ---- | ---- |
| Classement mondial | 34   | 32   | 37   | 35   | 37   | 39   | 39   | 37   | 41   | 45   |
| Classement CAF     | 1    | 1    | 1    | 1    | 1    | 1    | 1    | 1    | 1    | 1    |

| Année              | 2023 | 2024 | 2025 | 2026 | 2027 | 2028 | 2029 | 2030 | 2031 | 2032 |
| ------------------ | ---- | ---- | ---- | ---- | ---- | ---- | ---- | ---- | ---- | ---- |
| Classement mondial | 34   | 36   | ?    | ?    | ?    | ?    | ?    | ?    | ?    | ?    |
| Classement CAF     | 1    | 1    | ?    | ?    | ?    | ?    | ?    | ?    | ?    | ?    |

## Palmarès

### Parcours enCoupe du monde féminine de football
| Édition | Performance         | J  | V | N | D  | Bp | Bc |
| ------- | ------------------- | -- | - | - | -- | -- | -- |
| 1991    | 1er tour            | 3  | 0 | 0 | 3  | 0  | 7  |
| 1995    | 1er tour            | 3  | 0 | 1 | 2  | 5  | 14 |
| 1999    | Quarts de finale    | 4  | 2 | 0 | 2  | 8  | 12 |
| 2003    | 1er tour            | 3  | 0 | 0 | 3  | 0  | 11 |
| 2007    | 1er tour            | 3  | 0 | 1 | 2  | 1  | 4  |
| 2011    | 1er tour            | 3  | 1 | 0 | 2  | 1  | 2  |
| 2015    | 1er tour            | 3  | 0 | 1 | 2  | 3  | 6  |
| 2019    | Huitièmes de finale | 4  | 1 | 0 | 3  | 2  | 7  |
| 2023    | Huitièmes de finale | 4  | 1 | 3 | 0  | 3  | 2  |
| 2027    | À venir             | -  | - | - | -  | -  | -  |
| 2031    | À venir             | -  | - | - | -  | -  | -  |
| 2035    | À venir             | -  | - | - | -  | -  | -  |
| Total   | 9/9                 | 30 | 5 | 6 | 19 | 23 | 65 |

### Parcours auxJeux olympiques
- 1996 : Non qualifiée
- 2000 : 1er tour
- 2004 : Quart de finale
- 2008 : 1er tour
- 2012 : Non qualifiée
- 2016 : Non qualifiée
- 2020 : Non qualifiée
- 2024 : 1er tour
- 2028 : À venir
- 2032 : À venir

### Coupe d'Afrique des nations
- 1998 :  Vainqueur
- 2000 :  Vainqueur
- 2002 :  Vainqueur
- 2004 :  Vainqueur
- 2006 :  Vainqueur
- 2008 :  3e
- 2010 :  Vainqueur
- 2012 : 4e
- 2014 :  Vainqueur
- 2016 :  Vainqueur
- 2018 :  Vainqueur
- 2022 : 4e
- 2024 :  Vainqueur
- 2026 : À venir

### Parcours auxJeux africains
- 2003 :  Vainqueur
- 2007 :  Vainqueur
- 2011 : Non qualifiée
- 2015 : 4e
- 2019 :  Vainqueur
- 2024 :  Finaliste

### Parcours auTournoi féminin de la zone B de l'UFOA
- 2018 : 3e
- 2019 : Vainqueur

### Autres compétitions
- 3e de l'Aisha Buhari Cup 2021

## Effectif

### Autres joueuses récemment sélectionnées
- Ifeoma Onumonu
- Osinachi Ohale
- Akudo Esther Ogbonna
- Francisca Ordega
- Chinwendu Ihezuo